# Аріель Естбе
Аріель Естбе (норв. Arild Østbø, нар. 19 квітня 1991, Ставангер, Норвегія) — норвезький футболіст, воротар клубу «Вікінг».

## Клубна кар'єра
Народився в місті Ставангер. Вихованець клубу «Буей», звідки 2003 року перейшов до академії «Вікінга». Дорослу футбольну кар'єру розпочав у вище вказаному клубі. Дебютував у першій команді «Вікінга» 12 травня 2008 року, замінивши Томаса Мюре на початку другого тайму переможного (3:0) поєдинку кубку Нловегії проти «Відара».
У 2009 році відправився в оренду до «Саннес Ульф», який виступав у Другому дивізіоні Норвегії. Однак у 2010 році повернувся до «Вікінга», оскільки «Санднес Ульф» запросив Бо Андерсена на позицію основного воротаря.
4 жовтня 2010 року дебютував у Ті́ппелізі, вийшовши у стартовому складі в переможному (3:1) поєдинку проти «Стремсгодсета». 8 серпня 2012 року відправився в оренду до «Старта». 
Напередодні старту сезону 2013 року основний воротар «Вікінга» Руне Ярстейн виявив бажання залишити клуб, щоб грати за кордоном. Коли 1 лютого 2013 року міжнародне трансферне вікно закрилося, Ярстейн, все ще залишався гравцем вікінгів, натомість керівництво клубу виявило бажання віддати в оренду Естбе. 22 лютого 2013 року знову відправився в оренду, цього разу до «Строменна» з Першого дивізіону Норвегії. При цьому «Русенборг» залишив за собою право дострокового розірвання орендної угоди у випадку переходу Руне в літнє трансферне вікно. По завершенні орендної угоди Аріель був готовий повернутися у «Вікінг» як наступник Ярстейна.
2 листопада 2015 року підписав 2-річний контракт зі «Сарпсборг 08». 9 січня 2017 року Естбе офіційно став гравцем до «Русенборгу», з яким уклав 3-річний контракт.
24 вересня 2019 року було оголошено повернення Аріеля у «Вікінг» джля виступів у сезону 2020 року: він підписав з клубом нову 3-річну угоду.

## Кар'єра в збірній
Викликався до юнацьких збірних Норвегії різних вікових категорій. З 2010 року виступав за молодіжну збірну Норвегії. 7 травня 2013 року був включений до попередньої заявки, переданого УЄФА тренером Тор Оле Скуллерудом напередодні старту молодіжного чемпіонату Європи 2013 року. 22 травня опинився серед 23 гравців, які поїхади на вище вказаний турнір. норвежці подолали груповий етап, але в півфіналі поступилися Іспанії. За регламентом турніру, молодіжні збірні Норвегії та Нідерландів отримали бронзові нагороди змагання.

## Статистика виступів

### Клубна
Станом на 15 березня 2021.
| Сезон                    | Клуб                     | Чемпіонат                | Чемпіонат | Чемпіонат | Нац. кубок | Нац. кубок | Нац. кубок | Єврокубки | Єврокубки | Єврокубки | Суперкубок | Суперкубок | Суперкубок | Загалом | Загалом |
| Сезон                    | Клуб                     | Змаг.                    | Матчі     | Голи      | Змаг.      | Матчі      | Голи       | Змаг.     | Матчі     | Голи      | Змаг.      | Матчі      | Голи       | Матчі   | Голи    |
| ------------------------ | ------------------------ | ------------------------ | --------- | --------- | ---------- | ---------- | ---------- | --------- | --------- | --------- | ---------- | ---------- | ---------- | ------- | ------- |
| 2008                     | «Вікінг»                 | ЕС                       | 0         | 0         | КН         | 1          | 0          | -         | -         | -         | -          | -          | -          | 1       | 0       |
| 2009                     | «Саннес Ульф»            | 2Д                       | ?         | -?        | КН         | ?          | -?         | -         | -         | -         | -          | -          | -          | ?       | -?      |
| 2010                     | «Саннес Ульф»            | 2Д                       | ?         | -?        | КН         | ?          | -?         | -         | -         | -         | -          | -          | -          | ?       | -?      |
| Загалом за «Саннес Ульф» | Загалом за «Саннес Ульф» | Загалом за «Саннес Ульф» | ?         | -?        |            | ?          | -?         |           | -         | -         |            | -          | -          | ?       | -?      |
| лип.-гр. 2010            | «Вікінг»                 | ЕС                       | 5         | -6        | КН         | 0          | 0          | -         | -         | -         | -          | -          | -          | 5       | -6      |
| 2011                     | «Вікінг»                 | ЕС                       | 0         | 0         | КН         | 1          | 0          | -         | -         | -         | -          | -          | -          | 1       | 0       |
| січ.-сер. 2012           | «Вікінг»                 | ЕС                       | 0         | 0         | КН         | 1          | -1         | -         | -         | -         | -          | -          | -          | 1       | -1      |
| сер.-гр. 2012            | «Старт»                  | 1Д                       | 7         | -4        | CN         | -          | -          | -         | -         | -         | -          | -          | -          | 7       | -4      |
| 2013                     | «Строменн»               | 1Д                       | 20        | -25       | КН         | 0          | 0          | -         | -         | -         | -          | -          | -          | 20      | -25     |
| 2014                     | «Вікінг»                 | ЕС                       | 18        | -25       | КН         | 2          | -6         | -         | -         | -         | -          | -          | -          | 20      | -31     |
| 2015                     | «Вікінг»                 | ЕС                       | 1         | 0         | КН         | 3          | -3         | -         | -         | -         | -          | -          | -          | 4       | -3      |
| 2016                     | «Сарпсборг 08»           | ЕС                       | 13        | -14       | КН         | 4          | -5         | -         | -         | -         | -          | -          | -          | 17      | -19     |
| 2017                     | «Русенборг»              | ЕС                       | 6         | -3        | КН         | 5          | -6         | ЛЧУ       | 0         | 0         | СН         | 0          | 0          | 11      | -9      |
| 2018                     | «Русенборг»              | ЕС                       | 3         | -1        | КН         | 4          | -4         | ЛЧУ+ЛЄУ   | 0         | 0         | СН         | 1          | 0          | 11      | -9      |
| 2019                     | «Русенборг»              | ЕС                       | 1         | -2        | КН         | 3          | -2         | ЛЧУ+ЛЄУ   | 0+1       | -1        | -          | -          | -          | 5       | -5      |
| Загалом за «Русенборг»   | Загалом за «Русенборг»   | Загалом за «Русенборг»   | 10        | -6        |            | 12         | -12        |           | 0+1       | -2        |            | -          | -          | 23      | -20     |
| 2020                     | «Вікінг»                 | ЕС                       | 13        | -24       | -          | -          | -          | ЛЄУ       | 0         | 0         | -          | -          | -          | 13      | -24     |
| Загалом за «Вікінг»      | Загалом за «Вікінг»      | Загалом за «Вікінг»      | ?         | -?        |            | ?          | -?         |           | 0         | 0         |            | 0          | 0          | ?       | -?      |
| Усього за кар'єру        | Усього за кар'єру        | Усього за кар'єру        | ?         | -?        |            | ?          | -?         |           | 0         | 0         |            | 0          | 0          | ?       | -?      |

## Досягнення
«Русенборг»
- Елітесеріен
  -  Чемпіон (2): 2017, 2018

- Кубок Норвегії
  -  Володар (1): 2018

- Суперкубок Норвегії
  -  Володар (2): 2017, 2018